# Чикен (Аляска)
Чикен (англ. Chicken) — переписна місцевість (CDP) в США, в окрузі Саутіст-Фейрбенкс штату Аляска. Населення — 12 осіб (2020).

## Географія
Чикен розташований за координатами 64°5′16″ пн. ш. 141°49′41″ зх. д. / 64.08778° пн. ш. 141.82806° зх. д. (64.087658, -141.828129).  За даними Бюро перепису населення США в 2010 році переписна місцевість мала площу 300,11 км², уся площа — суходіл.

### Клімат
| Клімат : Чикен                                             | Клімат : Чикен | Клімат : Чикен | Клімат : Чикен | Клімат : Чикен | Клімат : Чикен | Клімат : Чикен | Клімат : Чикен | Клімат : Чикен | Клімат : Чикен | Клімат : Чикен | Клімат : Чикен | Клімат : Чикен | Клімат : Чикен |
| Показник                                                   | Січ.           | Лют.           | Бер.           | Квіт.          | Трав.          | Черв.          | Лип.           | Серп.          | Вер.           | Жовт.          | Лист.          | Груд.          | Рік            |
| Абсолютний максимум, °C                                    | −0,6           | 6,1            | 12,2           | 23,9           | 28,9           | 32,2           | 32,8           | 30,6           | 21,7           | 17,8           | 1,7            | 0,0            | 32,8           |
| Середній максимум, °C                                      | −25,8          | −17,6          | −7             | 5,5            | 14,4           | 20,7           | 21,2           | 17,9           | 11,7           | −0,8           | −15,2          | −21,4          | 0,4            |
| Середній мінімум, °C                                       | −35            | −30,4          | −25,5          | −11,6          | −1,6           | 3,8            | 5,3            | 2,4            | −3,3           | −12,8          | −24,6          | −30,7          | −13,6          |
| Абсолютний мінімум, °C                                     | −57,8          | −57,8          | −50            | −33,9          | −15            | −9,4           | −4,4           | −7,2           | −21,7          | −39,4          | −46,7          | −57,8          | −57,8          |
| Норма опадів, мм                                           | 10             | 6              | 4              | 7              | 29             | 57             | 72             | 47             | 28             | 12             | 10             | 16             | 298            |
| ---------------------------------------------------------- | -------------- | -------------- | -------------- | -------------- | -------------- | -------------- | -------------- | -------------- | -------------- | -------------- | -------------- | -------------- | -------------- |
| Джерело: http://www.wrcc.dri.edu/cgi-bin/cliMAIN.pl?ak1684 |                |                |                |                |                |                |                |                |                |                |                |                |                |

## Демографія
Згідно з переписом 2010 року, у переписній місцевості мешкало 7 осіб у 5 домогосподарствах у складі 2 родин. Густота населення становила 0 осіб/км².  Було 16 помешкань (0/км²).
Расовий склад населення:
| - 100,0 % — білих |

До двох чи більше рас належало 0,0 %. Частка іспаномовних становила 14,3 % від усіх жителів.
За віковим діапазоном населення розподілялося таким чином: 0,0 % — особи молодші 18 років, 100,0 % — особи у віці 18—64 років, 0,0 % — особи у віці 65 років та старші. Медіана віку мешканця становила 53,5 року. На 100 осіб жіночої статі у переписній місцевості припадало 133,3 чоловіків;  на 100 жінок у віці від 18 років та старших — 133,3 чоловіків також старших 18 років.

Цивільне працевлаштоване населення становило 0 осіб. 